# Lourinhanosaurus
Lourinhanosaurus ("Reptil/ödla från Lourinhã), släkte köttätande dinosaurier påträffade i Lourinhã, nuvarande Portugal. Lourinhanosaurus anses ha levt för omkring 150 miljoner år sedan under Yngre Juraperioden, och var nära släkt med den Nordamerikanska Allosaurus. Släktet är känt från ett enda fossilt exemplar (ML370), bestående av några nackkotor, revben, korben, bäcken, svanskotor och delar av bakbenen. Lourinhanosaurus var också den första kända dinosaurien för forskarna att använda gastroliter (bortsett från fåglar, som enligt flera forskare är ättlingar till köttätande dinosaurier). Dessa stenar svaldes kanske för att underlätta matsmältningen. 

## Beskrivning
Lourinhanosaurus var förmodligen i likhet med andra Allosauroider ett djur som rörde sig uteslutande på bakbenen, och balanserade kroppen och sitt stora huvud med hjälp av en lång, kraftig svans. Frambenen var troligtvis relativt små men kraftiga, med tre kloförsedda fingrar på vardera handen. Skallen kan ha haft någon form av kammar eller horn, vilket var vanligt hos olika släkten inom Allosauroidea. Dess totala kroppslängd från nos till svans har uppskattats till omkring 3,8 meter.